# Oregonleden

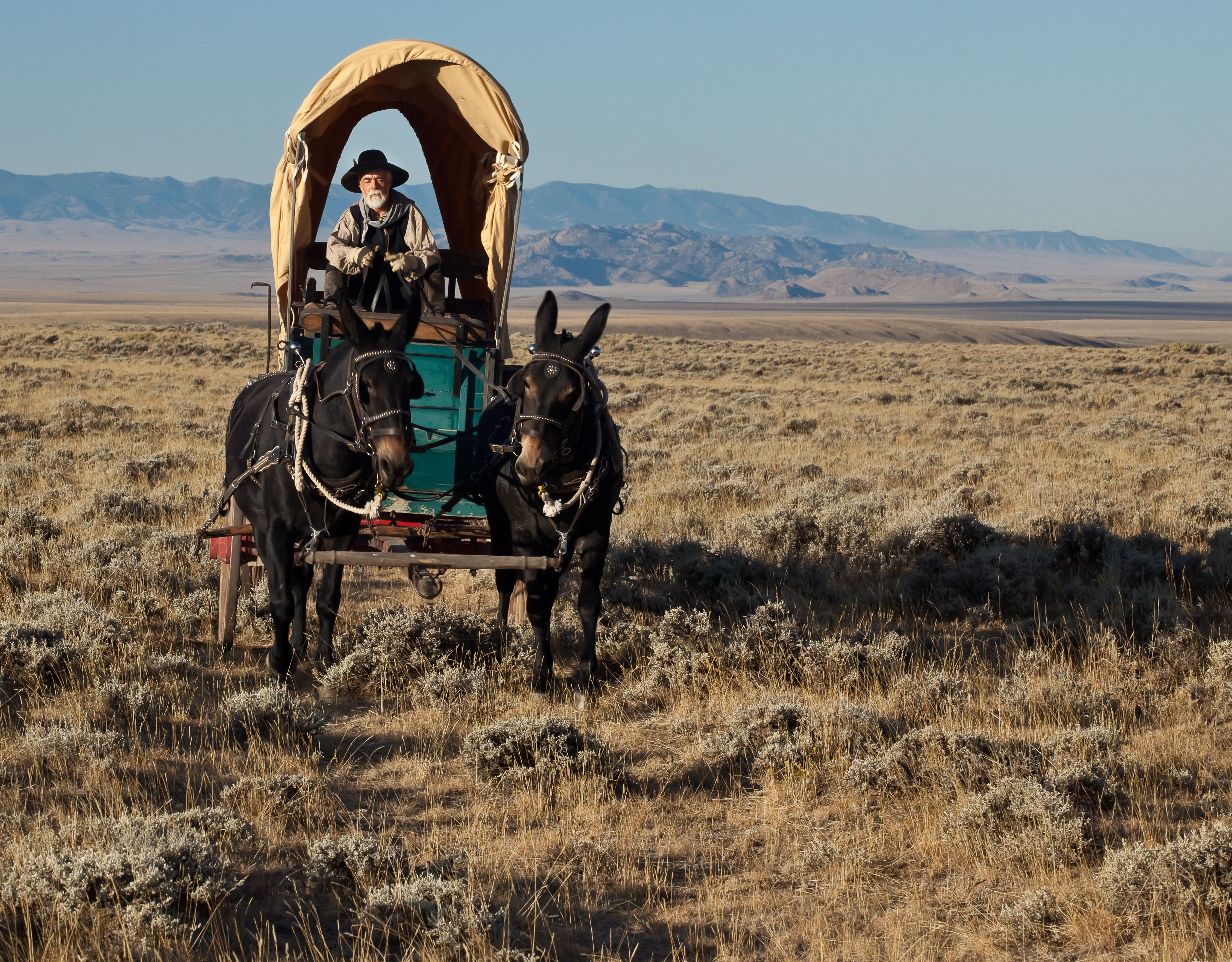
Oregonleden vid Blue Mountain i Wyoming

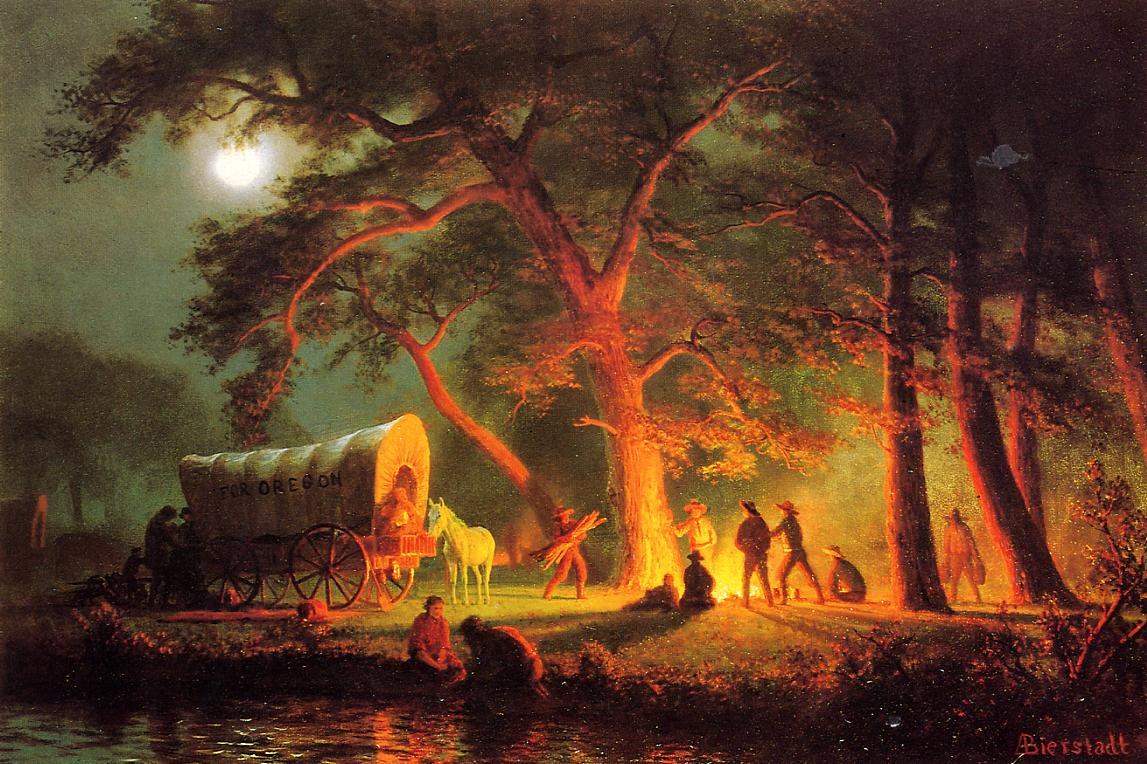
Läger utmed Oregonleden, av Albert Bierstadt.

Oregonleden är en färdväg för nybyggare i USA till de västliga och nordvästliga delarna av landet vid 1800-talets mitt, före tillkomsten av järnvägar där..
Oregonleden etablerades av pälshandlare och pälsjägare under perioden från omkring 1811 till 1840, och kunde då endast tillryggaläggas till fots eller på häst. År 1836 organiserades den första vagnskaravanen av migranter som utgick från Independence, Missouri, och ett vagnsspår hade då röjts fram till Fort Hall, Idaho. Leden förlängdes ständigt västerut och kom till slut att nå Willamette Valley i Oregon, vilket blev slutpunkten för leden. Därefter kom leden under följande år att ständigt förbättras genom brobyggen, uträtade sträckor, färjor och anläggandet av vägar, vilket gjorde resan snabbare och säkrare. Rutten startade normalt vid Missourifloden från Iowa, Missouri eller Nebraskaterritoriet och konvergerade vid Fort Kearny i Nebraskaterritoriet, nära dagens Kearney, Nebraska, varifrån leden  följde Platte River och North Platte River uppströms. Leden korsade Klippiga Bergen och Nordamerikanska vattendelaren genom South Pass i nuvarande Wyoming och fortsatte härifrån västerut mot de rikare jordbruksmarkerna i västra USA.
Oregonleden användes från början av 1830-talet fram till slutet av 1860-talet av omkring 400 000 nybyggare, jordbrukare, gruvarbetare, boskapsuppfördare och affärsinnehavare på vägen västerut. Den östra halvan var gemensam med Kalifornienleden, Mormonleden och Bozemanleden, som vid olika punkter längs vägen vek av från Oregonleden mot sina respektive destinationer Kalifornien, Utah och Montana. Ledens storhetstid slutade i och med färdigställandet av den Transamerikanska järnvägen 1869, som gjorde resan västerut mycket snabbare, billigare och säkrare än vagnsleden. Moderna motorvägar som Interstate 80 och Interstate 84 följer delvis den historiska rutten västerut och sammanbinder städer som ursprungligen uppstod som rastplatser längs Oregonleden.

## Sträckning

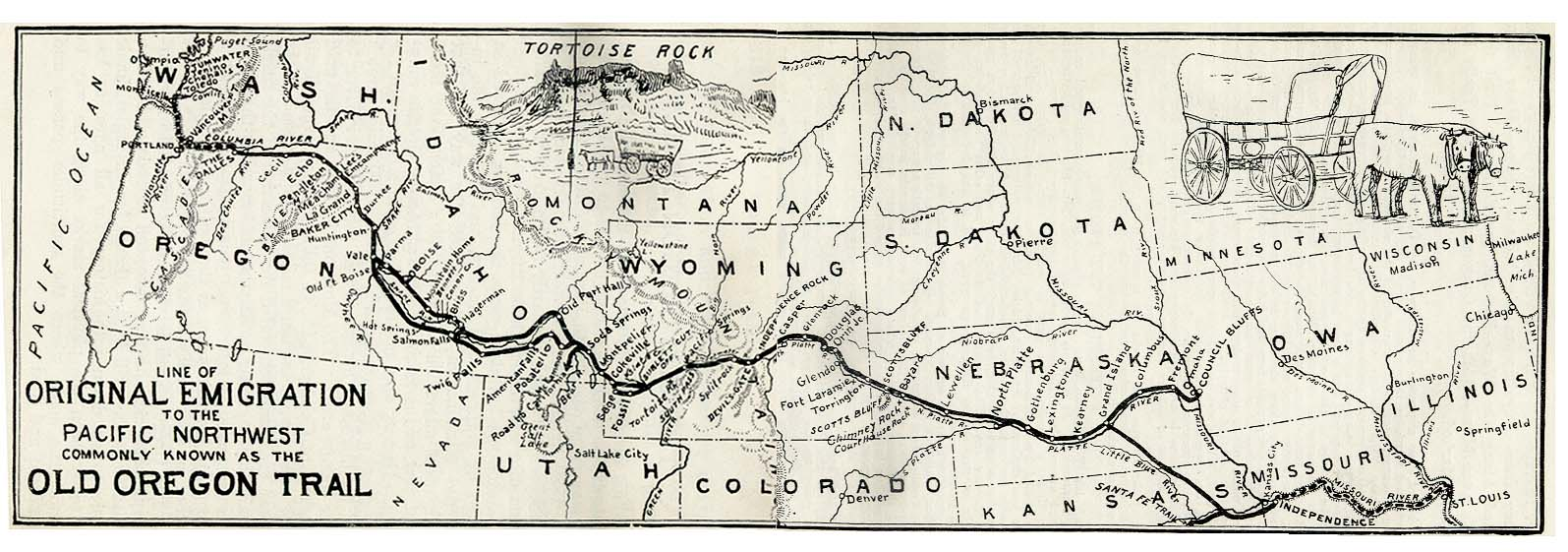
Historisk karta över Oregonleden.

Leden började vid olika platser längs Missourifloden i Kansas, Iowa eller Nebraskaterritoriet och de olika grenarna sammanstrålade vid Platte River nära nuvarande Kearney, Nebraska. Därifrån fortsatte den uppströms längs Platte River och North Platte River västerut, genom det som nu är staterna Nebraska, Wyoming och Idaho till Oregon.
Bland kända landmärken längs leden märks Chimney Rock och Scotts Bluff i Nebraska, Independence Rock och Devil's Gate i Wyoming och Soda Springs-källorna i Idaho.
Vid Fort Fetterman vek Bozemanleden av norrut från North Platte River mot Montana. Efter att Klippiga bergens kam passerats passerade leden Pacific Springs, så kallad för att den var den första färskvattenkällan väster om vattendelaren. Härifrån passerade floden Green Rivers floddal och Mormonleden vek av söderut vid Fort Bridger i nuvarande Wyoming. Oregonleden följde Bear Rivers floddal i en kringgående rörelse åt norr. Kalifornienleden vek av söderut längs Bear River vid Soda Springs, Idaho, medan Oregonleden fortsatte mot nordväst förbi Fort Hall, Idaho.

## Ledens upphörande
Mellan 1841 och 1869 användes leden av de flesta resenärer till den norra delen av den amerikanska stillahavskusten, men i och med öppnandet av den första transamerikanska järnvägslinjen till den amerikanska västkusten 1869, vilken efterhand kom av följas av flera andra, upphörde användandet av leden.